# Система повітряних сигналів

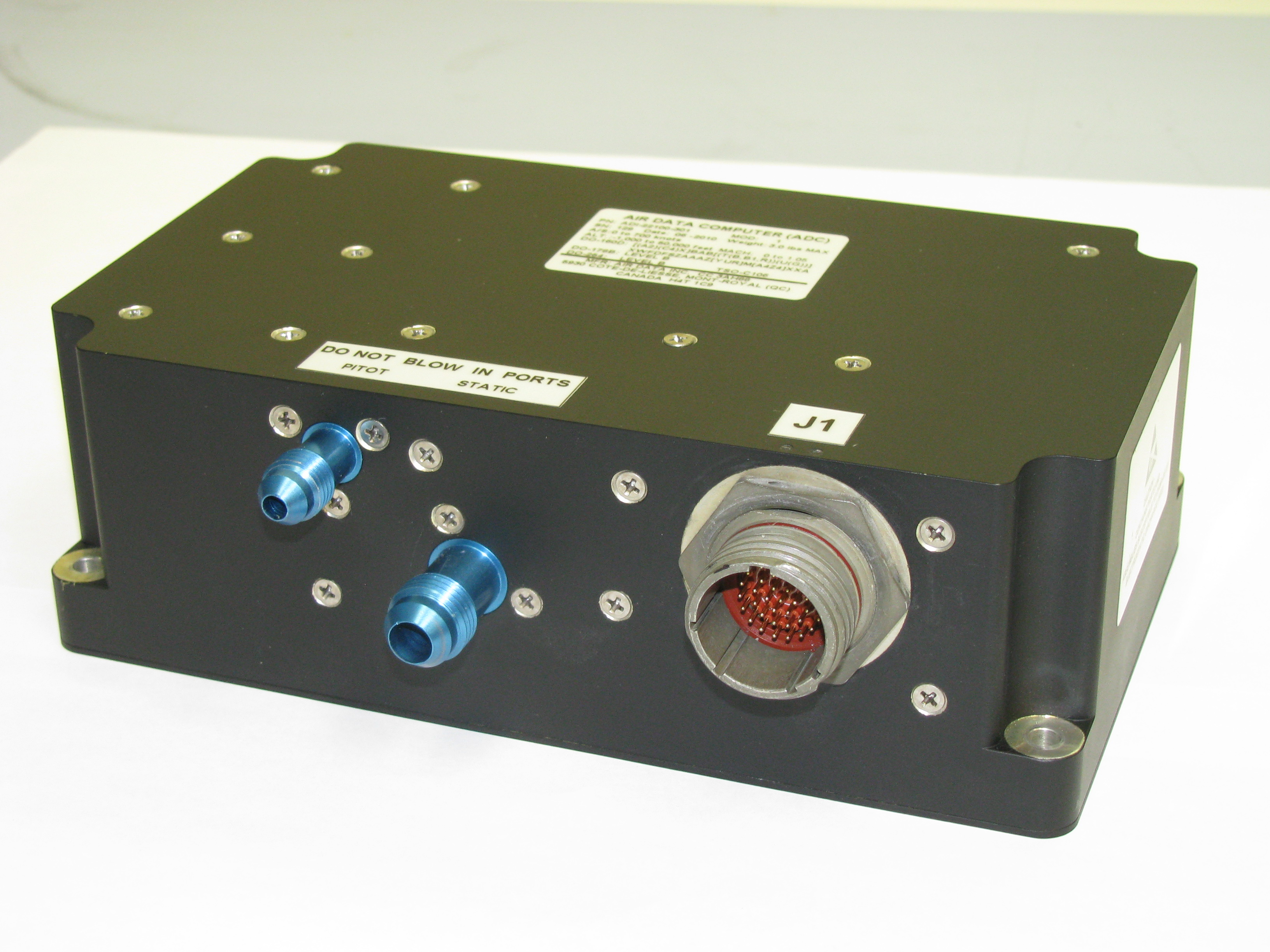

Система повітряних сигналів (СПС) сучасних літальних апаратів є програмно-апаратною системою, призначеною для вимірювання, обчислення та видачі на індикацію екіпажу ЛА і в бортові автоматичні системи інформації про висотно-швидкісних параметрах, а також про інші параметри, таких як температура повітря, кути атаки і ковзання.
Сучасні цифрові СПС — це набір датчиків і обчислювачів.

## Параметри, вимірювані і обчислювані СПС
- Висотно-швидкісні параметри
  - Барометрична висота польоту
  - Вертикальна швидкість
  - Повітряна швидкість (істинна і приладова)
  - Число Маха
- Температура зовнішнього повітря
- Температура загальмованого повітря
- Кути атаки і ковзання
- Тиск (повне та динамічне)
- Максимально допустима повітряна швидкість